# Canton d'Enghien-les-Bains
Le canton d'Enghien-les-Bains est une ancienne division administrative française, située dans le département du Val-d'Oise et la région Île-de-France.

## Composition
Le canton d'Enghien-les-Bains comprenait trois communes jusqu'en mars 2015 :
| Nom                        | Code Insee | Intercommunalité | Superficie (km2) | Population (dernière pop. légale) | Densité (hab./km2) |
| -------------------------- | ---------- | ---------------- | ---------------- | --------------------------------- | ------------------ |
| Deuil-la-Barre (chef-lieu) | 95197      | CA Plaine Vallée | 3,76             | 21 963 (2014)                     | 5 841              |
| Enghien-les-Bains          | 95210      | CA Plaine Vallée | 1,77             | 11 188 (2014)                     | 6 321              |
| Montmagny                  | 95427      | CA Plaine Vallée | 2,91             | 13 757 (2014)                     | 4 727              |

## Histoire
Canton créé en 1964 (décret du 28 janvier 1964). - Division du canton de Montmorency.
| Période   | Identité                 | Parti           | Qualité |
| --------- | ------------------------ | --------------- | --- |
| 1964-1982 | Henri Hatrel             | CD puis UDF-CDS | Ancien directeur de l'URSSAF de Paris Maire de Deuil-la-Barre (1962-1989)                                                  |
| 1982-1994 | Françoise Kohler-Chevrot | UDF-CDS         | Avocate Maire d'Enghien-les-Bains (1983-1989) Conseillère régionale                                                        |
| 1994-2015 | Philippe Sueur           | DVD             | Professeur de droit Maire d'Enghien-les-Bains depuis 1989 Professeur de Droit Elu en 2015 dans le Canton de Deuil-la-Barre |

## Démographie
| 1968   | 1975   | 1982   | 1990   | 1999   | 2006   | 2011   | 2012   |
| ------ | ------ | ------ | ------ | ------ | ------ | ------ | ------ |
| 34 349 | 33 783 | 35 103 | 40 644 | 43 618 | 47 307 | 47 201 | 47 207 |